# Салат: Рецепт успіху
Салат: Рецепт успіху (англ. Point Salad) — карткова гра, створена авторами Моллі Джонсон, Роберт Мелвін та Шон Станкевич. Гра була випущена у 2019 році під оригінальною назвою Point Salad американським видавництвом Alderac Entertainment Group (AEG), а в Україні її локалізувало і розповсюджує IGames. 

## Тема та компоненти
«Салат: Рецепт успіху» — це проста карткова гра, яка проходить у декілька раундів. Завдання гравців — зібрати якомога більше балів, збираючи карти з балами та відповідні карти овочів.
Ігровий набір складається зі 108 двосторонніх карт. На одній стороні кожної карти зображено вид овоча, а на іншій — бальна оцінка за комбінації овочів. Існує 6 різних видів овочів (цибуля, перець, шпинат, капуста, помідори та морква) у 6 різних кольорах (рожевий, жовтий, зелений, фіолетовий, червоний та оранжевий). Бальні оцінки різноманітні, і кожна з них є унікальною.

## Ігровий процес
На початку гри 108 карт перетасовуються і діляться на три рівні стоси. Якщо грають менше 6 гравців, кількість карт зменшується згідно з правилами. Стоси розміщуються посеред столу горілиць, і з кожної стопки перевертаються по дві карти, формуючи «ринок» під кожним стосом.
Гра проходить за годинниковою стрілкою. Починаючи з першого гравця, учасники можуть у свій хід взяти або дві карти овочів, або одну карту з балами з відкритої пропозиції та розмістити перед собою. Додатково, гравець може один раз за хід перевернути карту з балами в свою овочеву карту, але не навпаки. Після цього хід завершується. Якщо є вільні місця для овочів, їх знову заповнюють перед ходом наступного гравця.
Гра завершується, коли всі карти взяті. Потім підраховуються бали згідно з бальними картами, використовуючи відповідні овочі, і гравець із найбільшою кількістю балів стає переможцем.

## Видання та відгуки
У 2020 році гра була номінована разом із Menara та У пошуках Ельдорадо на премію Nederlandse Spellenprijs у категорії «Сімейна гра року» і здобула цю нагороду, а також отримала нагороду за найкращу карткову гру на американській премії Origins Award 2020 року.